# Du lịch Nhật Bản

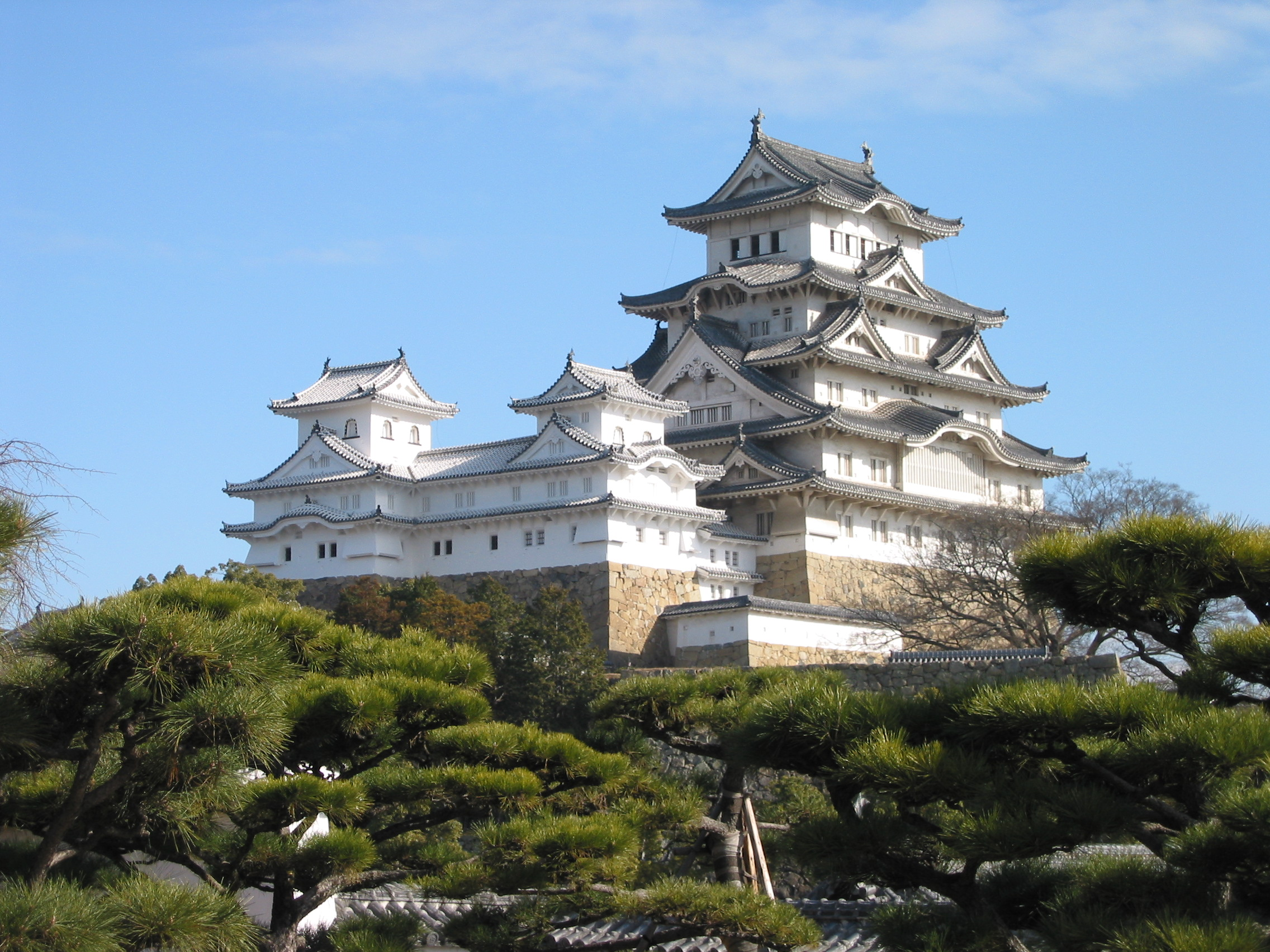
Thành Himeji, Himeji (Di sản thế giới)

Du lịch Nhật Bản đã thu hút 8.300.000 du khách nước ngoài trong năm 2008, nhỉnh hơn Singapore và Ireland  và một mục tiêu tham vọng được đặt ra cho ngành du lịch nước này là đón 20 triệu lượt khách vào năm 2020. Thực tế thì Nhật Bản đã cán mốc này sớm hơn kế hoạch 5 năm, tức năm 2015 và tiếp tục tăng trưởng mạnh sau đó, đạt 31,2 triệu lượt khách năm 2018.
Nhật Bản có 14 di sản thế giới, bao gồm thành Himeji, cố đô Kyoto (Kyoto, Uji và thành phố Otsu). Du khách nước ngoài cũng ghé thăm Tokyo và Nara, núi Phú Sĩ, khu trượt tuyết như Niseko ở Hokkaido, Okinawa, đi tàu cao tốc shinkansen và tận dụng lợi thế của khách sạn Nhật Bản và mạng lưới các onsen (suối nước nóng).

## Lịch sử ngành du lịch

Núi Phú Sĩ

Tại Nhật Bản, nguồn gốc của truyền thống tham quan du lịch các địa điểm đẹp đầu tiên không rõ ràng, nhưng các chuyến tham quan ghi nhận sớm trong lịch sử Nhật Bản là chuyến đi năm 1689 của Matsuo Basho đến nơi mà thời điểm đó là "cực Bắc" của Nhật Bản, diễn ra không lâu sau khi Hayashi Razan phân loại "Nhật Bản tam cảnh" vào năm 1643. Trong thời kỳ phong kiến Nhật Bản, từ khoảng 1600 đến Minh Trị Duy Tân năm 1867, du lịch được quy định trong nước thông qua việc sử dụng các shukuba hoặc trạm bưu chính, các đô thị mà trong đó khách du lịch phải xuất trình các tài liệu thích hợp. Mặc dù có những hạn chế, các trạm lưu trú và chuồng ngựa, cũng như nơi ăn ở và thực phẩm đã có sẵn trên các tuyến đường có nhiều du khách. Trong thời gian này, Nhật Bản là một quốc gia đóng cửa đối với người nước ngoài, do đó, không có du lịch cho du khách nước ngoài tồn tại ở Nhật Bản. Sau Minh Trị Duy Tân và sau khi xây dựng một mạng lưới đường sắt quốc gia trên khắp Nhật Bản, du lịch đã trở nên phổ biến hơn với giá cả phải chăng cho công dân trong nước và du khách từ nước ngoài có thể vào Nhật Bản một cách hợp pháp. Đầu năm 1887, các quan chức chính phủ công nhận sự cần thiết cho một hệ thống có tổ chức thu hút khách du lịch nước ngoài; các Kihinkai (貴賓会, Quý Tân Hội) nhằm để phối hợp các đơn vị và tổ chức khác nhau trong ngành du lịch, được thành lập năm đó. Các nhà lãnh đạo đầu của nó bao gồm Shibusawa Eiichi và Ekida Takashi. Một mốc quan trọng trong sự phát triển của ngành công nghiệp du lịch tại Nhật Bản đã được thông qua Luật Phát triển khách sạn năm 1907, nhờ đó, Bộ Đường sắt bắt đầu xây dựng các khách sạn thuộc sở hữu công trên khắp nước Nhật.

## Các điểm hấp dẫn

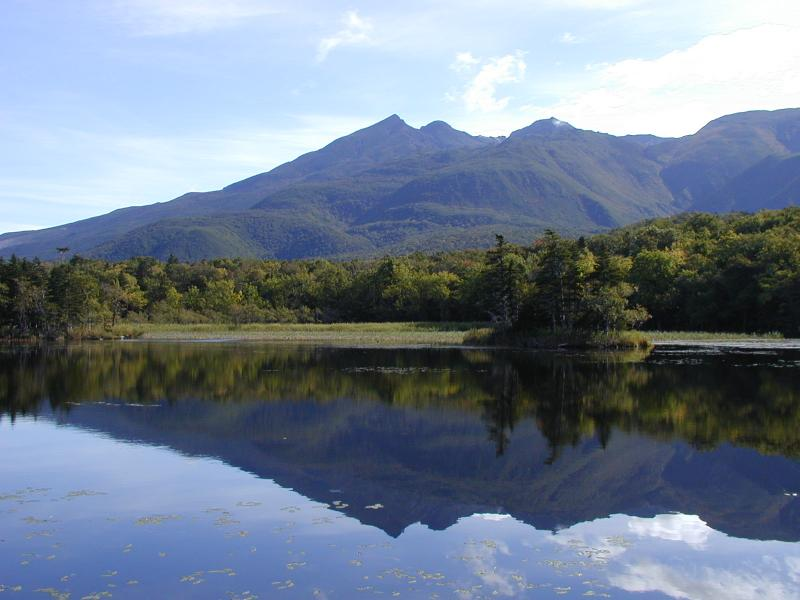
Vườn quốc gia Shiretoko (Di sản thế giới)

Shinjuku, Tokyo

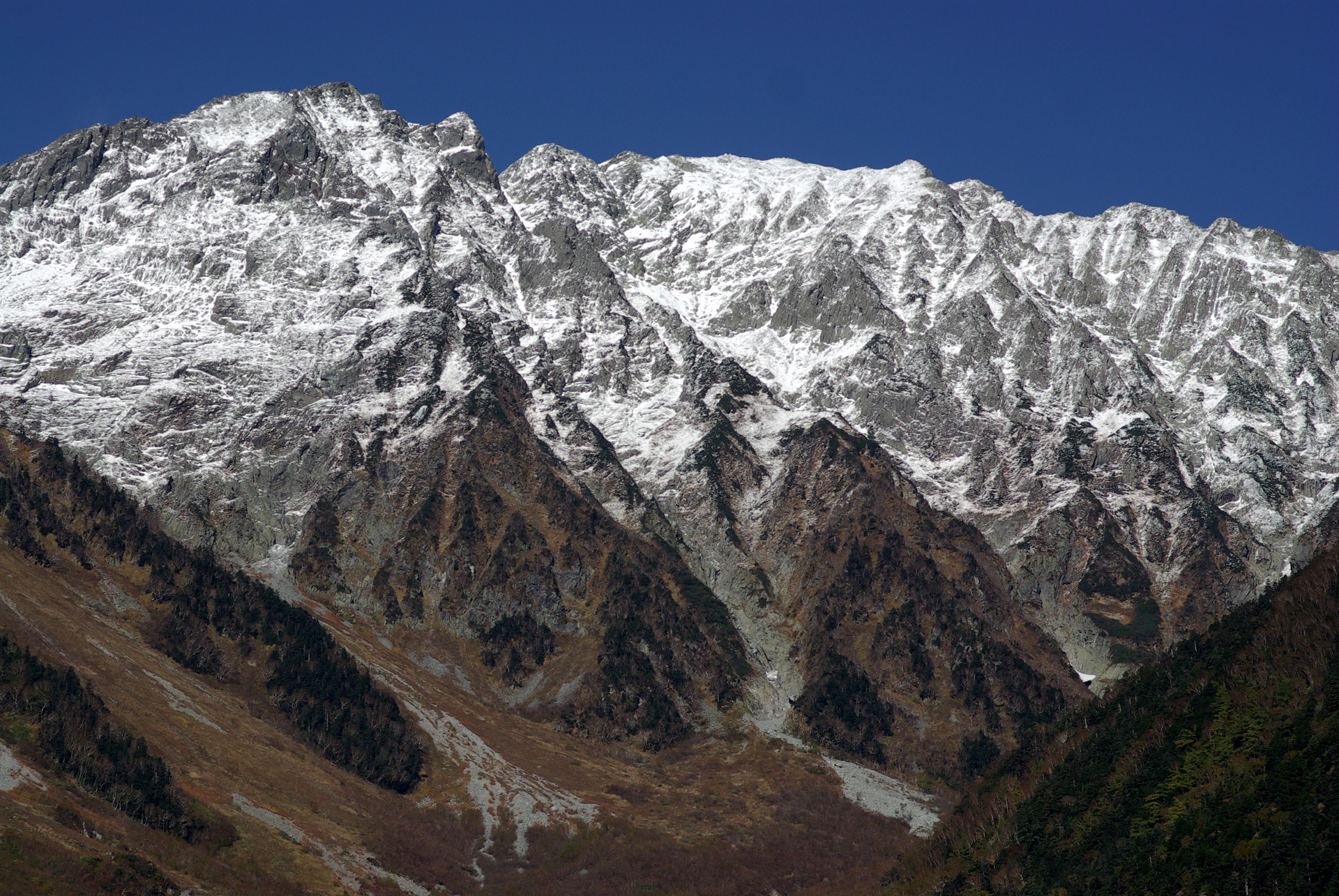
Alps Nhật Bản, Nagano

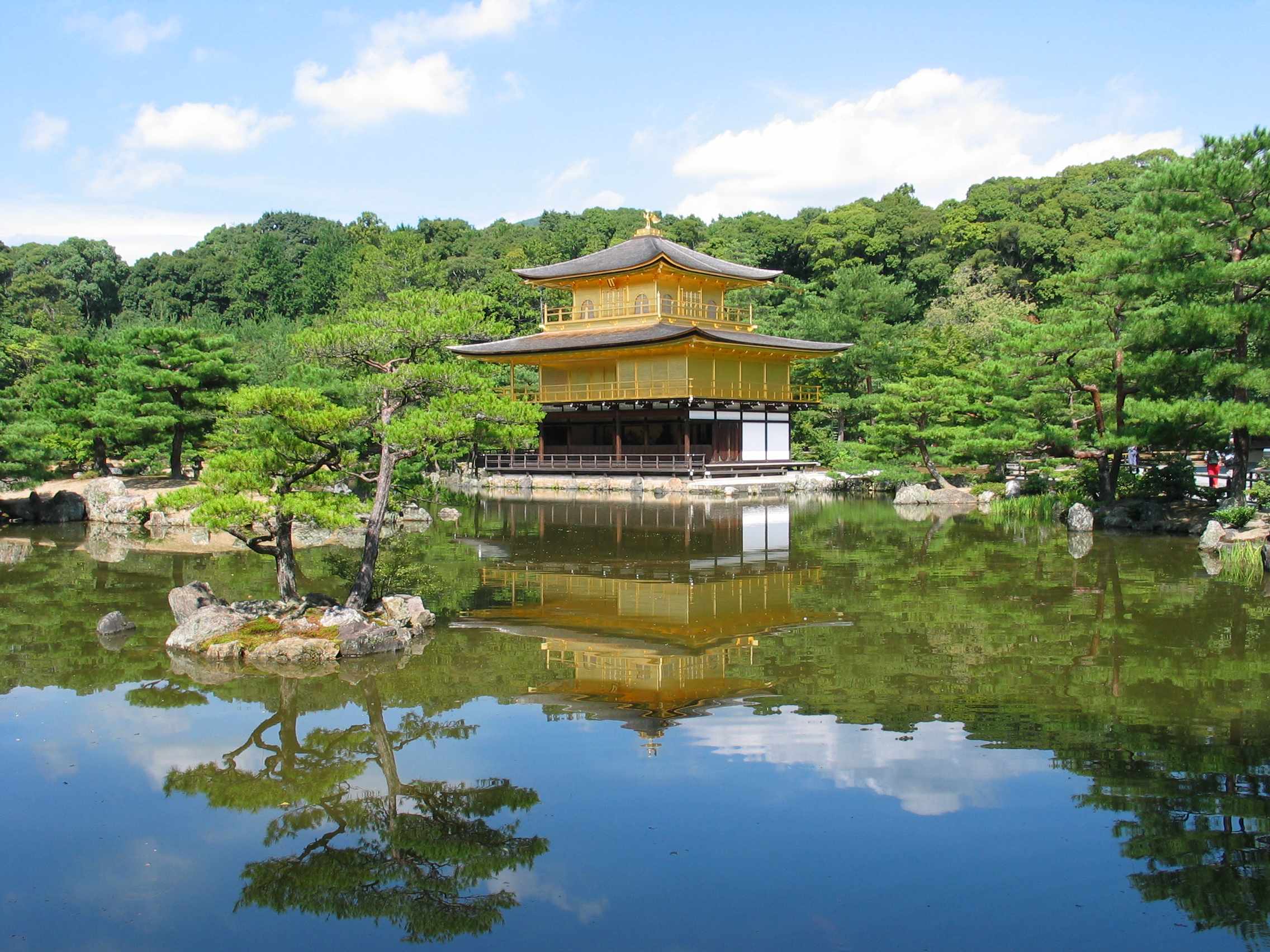
Kinkakuji, Kyōto (Di sản thế giới)

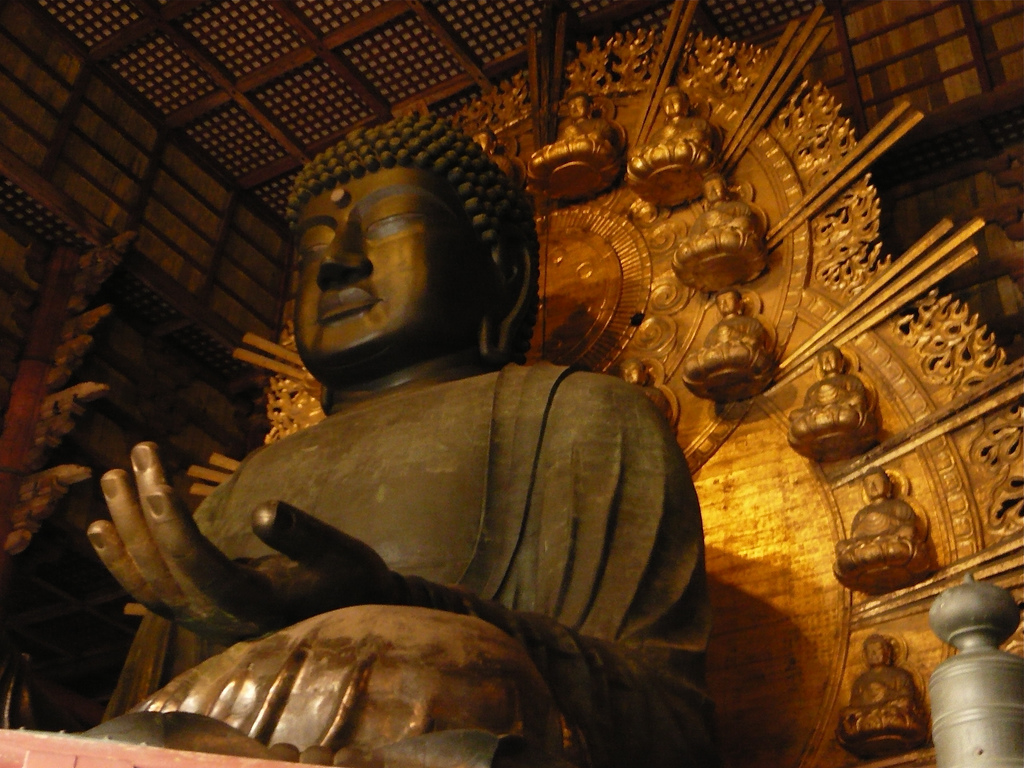
Tōdai-ji, Nara (Di sản thế giới)

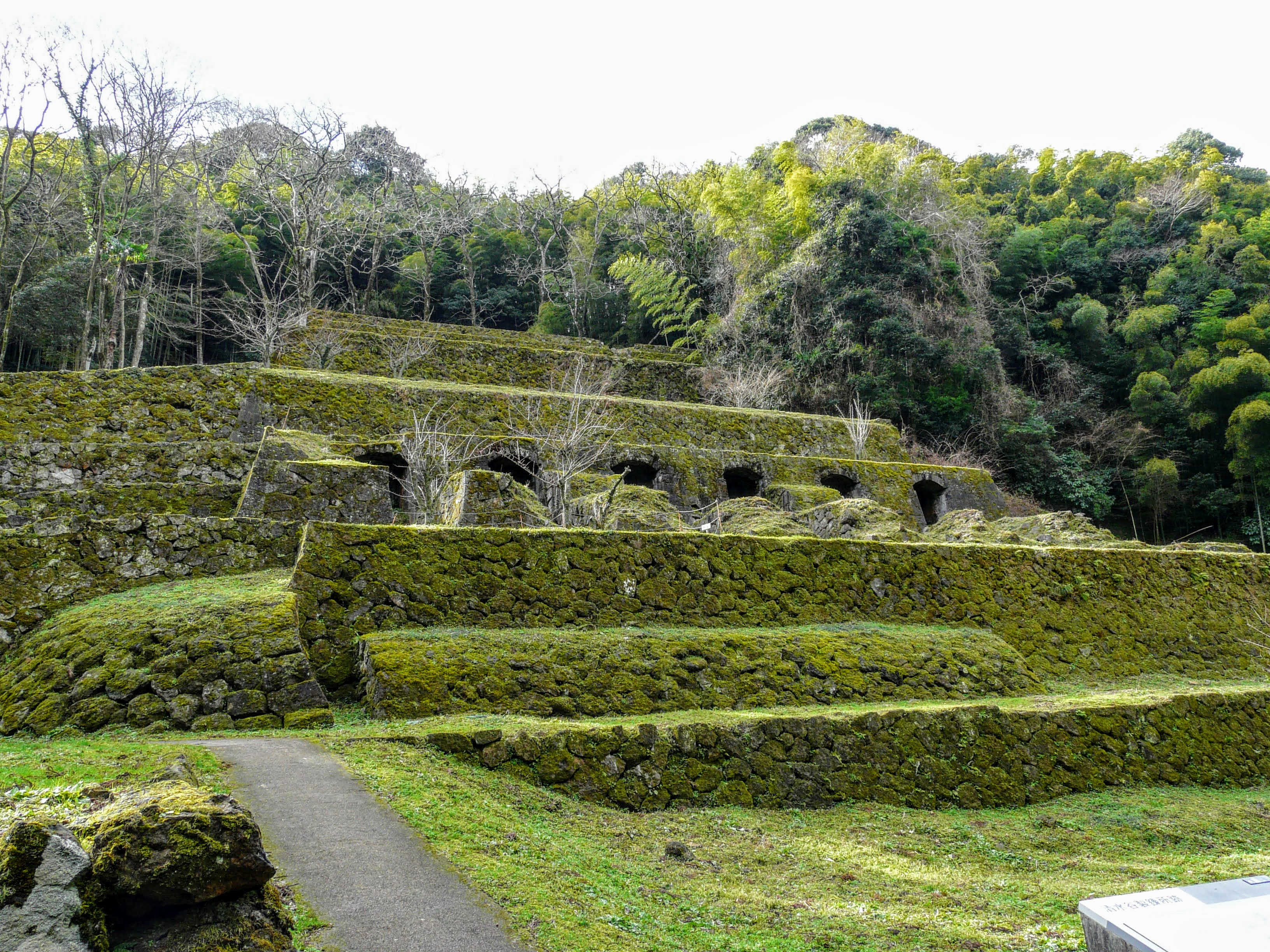
Mỏ bạc Iwami Ginzan (Di sản thế giới)